# Luis Arencibia
Luis Arencibia Betancort (Telde, 4 de mayo de 1946 - Leganés, 22 de marzo de 2021) fue un escultor y artista español.

## Biografía

### Inicios
Nacido en Telde, Gran Canaria, era hijo del muralista José Arencibia Gil (1914-1968). Al cumplir la mayoría de edad se mudó a Madrid para cursar estudios superiores de Filosofía y Teología, y estableció su residencia en Leganés, una ciudad al sur de la capital. En los años 1970 participó en el movimiento opositor a la dictadura: militó de forma clandestina en la Organización Revolucionaria de Trabajadores, en el Partido Socialista Obrero Español, y finalmente en el Partido Comunista de España en Leganés, del que formó parte desde 1975 hasta 1986. También fue miembro del sindicato Comisiones Obreras.

### Carrera artística
A lo largo de su trayectoria artística se especializó en técnicas de pintura, en grabado y en esculturas. La mayor parte de su trabajo está expuesto en distintas ciudades de Canarias y en la Comunidad de Madrid. Algunas de sus obras más importantes han sido la escultura de Neptuno en la playa de Melenara (Telde), el retablo del altar mayor de la Parroquia Matriz de San Agustín (Las Palmas de Gran Canaria), los retablos de las ermitas de San Nicasio y de Nuestra Señora de Butarque (Leganés), y el busto de Fernando León y Castillo en el Senado. Además ha publicado dos libros de cuentos y ha ilustrado los poemarios Locos (Leopoldo María Panero, 1992) y Manual de oscuridades (Luis Alberto de Cuenca, 2012).
Después de obtener la plaza de Técnico Superior de la Administración General, estuvo trabajando para el ayuntamiento de Leganés como director del área artística desde 1979 hasta su jubilación. En 1984 impulsó el Museo de Esculturas al Aire Libre de Leganés, uno de los primeros en España con esas características, que alberga obras de reconocidos escultores como Jorge Oteiza, Martín Chirino, Agustín Ibarrola, Ricardo Ugarte y Victorio Macho entre otros. La ciudad madrileña mantiene expuestas varias obras de Arencibia en sus calles.

### Últimos años
Su labor de servicio ha sido reconocida tanto por el ayuntamiento de Telde como por el de Leganés, las dos ciudades donde más tiempo ha residido. Falleció a los 74 años víctima de un cáncer.
El 23 de febrero de 2023, el pleno del ayuntamiento de Leganés aprobó por mayoría una moción para nombrar «Museo de Luis Arencibia» al museo de esculturas al aire libre de la ciudad.